# سوخت موتور

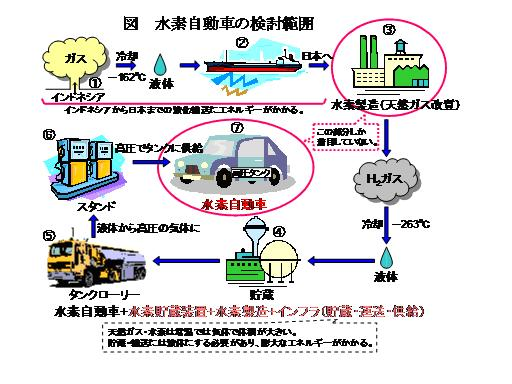
نیاز به ترجمه

سوخت موتور (انگلیسی: Motor fuel) یا بنزین موتور، سوختی است که برای تأمین نیرو در وسایل نقلیه موتوری استفاده می‌شود. امروزه اغلب وسایل نقلیه موتوری در سراسر جهان جهت تأمین نیرو از بنزین یا گازوئیل استفاده می‌کنند، که هر دو از سوخت‌های فسیلی محسوب می‌شوند. سایر منابع انرژی که سوخت موتور بشمار می‌آیند، شامل اتانول، زیست‌دیزل، پروپان و سی‌ان‌جی می‌باشند. هر چند استفاده از سوخت‌های جایگزین نیز در اروپا در حال افزایش است.